# Notte d'incubo
Notte d'incubo (Night) è un film del 1930 diretto da Walt Disney. È un cortometraggio animato della serie Sinfonie allegre, prodotto dalla Walt Disney Productions e uscito negli Stati Uniti il 31 luglio 1930, distribuito dalla Columbia Pictures.